# Scuderia (equini)

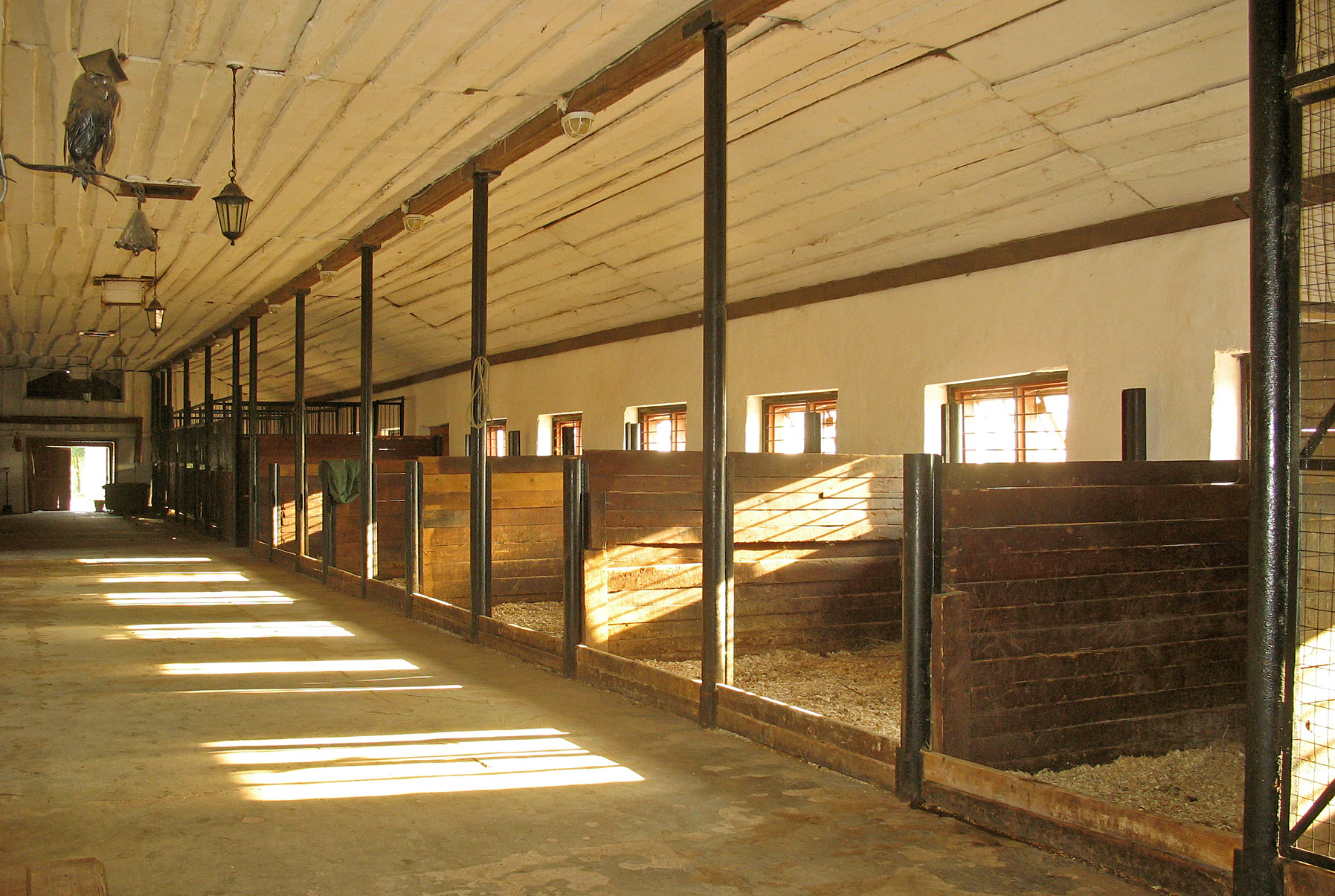
L'interno di una scuderia ippica

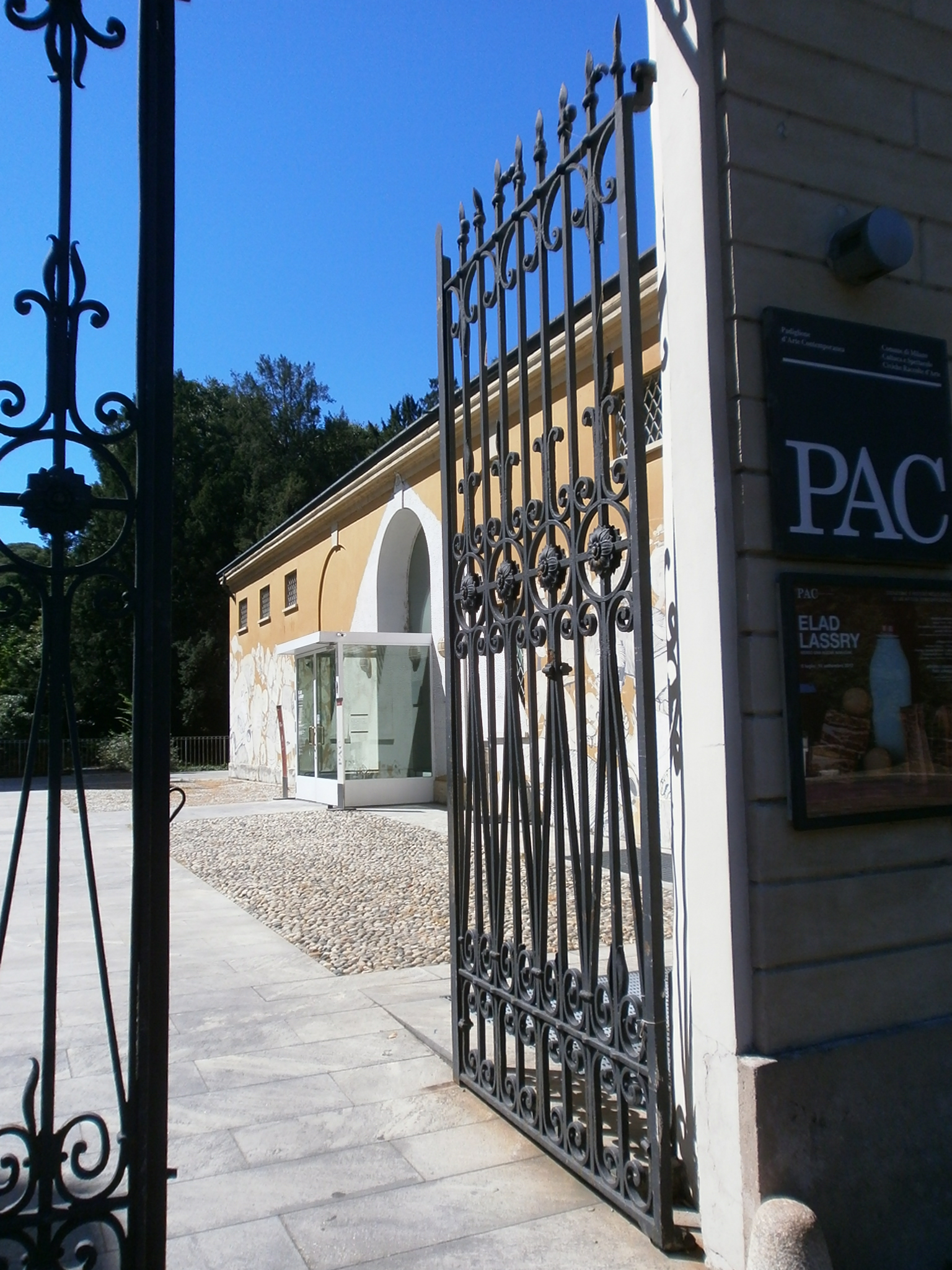
Il PAC a Milano, ricavato dalle ex scuderie della Villa Reale, in questa foto è visibile l'intervento di riqualificazione.

Per scuderia si intende un edificio destinato alla stabulazione degli equini (cavalli, asini, muli). Per estensione, il termine viene utilizzato anche per indicare i team, soprattutto quelli italiani, di sport automobilistici.

## Descrizione
In questo tipo di struttura, ciascun animale viene generalmente alloggiato in uno spazio chiuso individuale chiamato box. Nel box si trova tipicamente una mangiatoia e una beverina. Accanto alla scuderia si trovano altri locali, come la selleria (dove vengono conservati i finimenti) e i depositi per i mangimi. 
Le scuderie si trovano di solito in prossimità dei maneggi dove si pratica l'equitazione.
Nell'ippica, per scuderia si intende in senso lato il complesso delle strutture di allevamento dei cavalli da corsa e la relativa organizzazione.

## Scuderie storiche

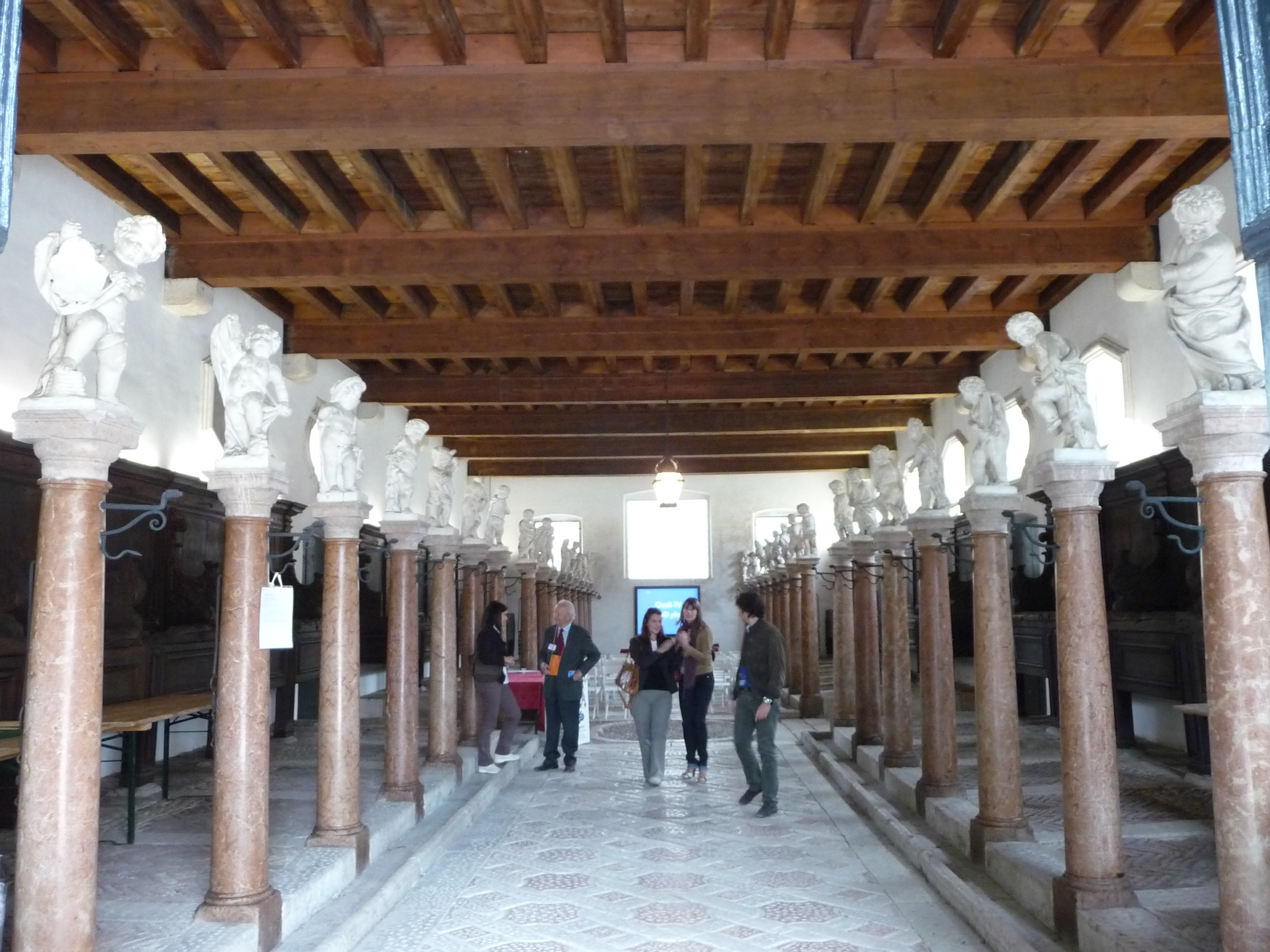
Le scuderie presso il palazzo Porto Colleoni di Thiene

Alcune scuderie, spesso annesse ad alloggi reali: ville, palazzi, regge; non più utilizzate per il loro scopo originario, sono diventate veri e propri monumenti d'interesse artistico e culturale; altre sono state riadattate ad altri scopi, come per esempio il Padiglione d'arte contemporanea di Milano ricavato dalle ex scuderie della Villa Reale di Milano.